# Amauromyces
Amauromyces — рід грибів родини мерулієві (Meruliaceae). Назва вперше опублікована 1978 року.

## Класифікація
До роду Amauromyces відносять 2 види:
- Amauromyces farinaceus
- Amauromyces pallidus